# Dongsha, Zhejiang
Dongsha är en köpinghuvudort i Kina. Den ligger i provinsen Zhejiang, i den östra delen av landet, omkring 190 kilometer öster om provinshuvudstaden Hangzhou. Antalet invånare är 15 297. Befolkningen består av 7 846 kvinnor och 7 451 män. Barn under 15 år utgör 6,0 %, vuxna 15-64 år 71 %, och äldre över 65 år 21,0 %.
Närmaste större samhälle är Daishan, 9,4 km sydost om Dongsha. 
Genomsnittlig årsnederbörd är 1 673 millimeter. Den regnigaste månaden är juni, med i genomsnitt 332 mm nederbörd, och den torraste är januari, med 48 mm nederbörd.